# Cristóbal Colón (Schiff, 1897)
Die Cristóbal Colón war ein Panzerkreuzer der spanischen Marine. Der Bau des nach dem Seefahrer und Entdecker Christoph Kolumbus benannten Schiffs war bereits im Juli 1889 in Italien unter dem Namen Giuseppe Garibaldi II bewilligt worden; die Kiellegung auf der Ansaldo-Werft (Cantieri Navali Ansaldo di Sestri Ponente) in Sestri Ponente (einem Stadtteil von Genua, Italien) verzögerte sich allerdings infolge von Problemen bei der Finanzierung und fand letztlich erst am 25. September 1895 statt. Bereits während des Baus kaufte die spanische Marine das Schiff. Der Panzerkreuzer gehörte der aus insgesamt zehn Einheiten bestehenden italienischen Giuseppe-Garibaldi-Klasse an. Nach dem Stapellauf am 16. September 1896 erfolgte am 16. Mai 1897 die Indienststellung und die Übergabe des Schiffes an die spanische Marine. Kommandant der Cristóbal Colón war Capitán de Navío Don Emilio Díaz Moreu.

## Technische Daten und Besonderheiten
Die Cristóbal Colón war 108,91 m lang und 18,25 m breit. Der durchschnittliche Tiefgang lag bei etwa 7,20 m; mit voller Ausrüstung und maximaler Kohlenbeladung konnte er allerdings auf bis zu 7,85 m anwachsen. Obwohl der Kreuzer entsprechend dem Bauschema der Giuseppe-Garibaldi-Klasse zugeordnet wird, war er etwas kleiner als seine Schwesterschiffe: die Cristóbal Colón war knapp drei Meter kürzer und hatte eine rund 800 tn.l. geringere Standardverdrängung. Dies ergab, bei weitgehend gleicher Maschinenleistung, eine geringfügig höhere Geschwindigkeit. Eine weitere Abweichung vom Ausrüstungs- und Bauschema der Klasse fand sich bei der Hauptartillerie. Normalerweise führten die Kreuzer der Giuseppe-Garibaldi-Klasse ein schweres 25,4-cm-Geschütz in einem Einzelturm vorne und zwei 20,3-cm-Geschütze in einem Zwillingsturm achtern. Die Cristóbal Colón indessen hätte von Anfang an mit zwei 25,4-cm-Geschützen ausgerüstet werden sollen (je ein Einzelturm vorne und achtern).

### Maschinenanlage
Die Cristóbal Colón wurde von 24 kohlenbefeuerten Niclausse-Wasserrohrkesseln und zwei vertikal eingebauten Verbunddampfmaschinen mit dreifacher Dampfdehnung über zwei Wellen mit je einer Schraube angetrieben. Die Maschinenleistung lag bei 13.655 PSi, was eine Höchstgeschwindigkeit von 20,25 kn (ca. 37,5 km/h) ermöglichte. Damit übertraf die Bauwerft die geforderte Höchstgeschwindigkeit von 19,5 kn leicht. Dieser bei Testfahrten im Mai 1897 erzielte Wert entsprach allerdings nicht den später im Einsatz erreichten Leistungen; vor allem die schlechte Wartung von Rumpf und Maschine führten dazu, dass während des Spanisch-Amerikanischen Krieges und während der Seeschlacht vor Santiago de Cuba kaum mehr als 18 kn erreicht wurden. Normalerweise befand sich ein Kohlenvorrat von etwa 650 Tonnen an Bord. Maximal konnten aber bis zu 1.200 Tonnen gebunkert werden. Mit voller Kohlenbeladung und einer Marschgeschwindigkeit von 10 kn hatte der Kreuzer eine Reichweite von etwa 8.300 Seemeilen. Ein Vorteil des Schiffes während der Seeschlacht bei Santiago de Cuba war, dass es noch einen Restbestand von etwa 30 Tonnen sehr hochwertiger Kohlen aus Cardiff in den Bunkern hatte. Dies ermöglichte es dem Kreuzer, zunächst einen Vorsprung herauszufahren und sich von den US-Schiffen abzusetzen. Erst nachdem dieser Kohlenbestand verbraucht war und stattdessen minderwertigere kubanische und karibische Kohlen verfeuert wurden, sank die Geschwindigkeit des Schiffes auf nur noch etwa 15 kn ab, was letztlich sein Schicksal besiegelte.

### Bewaffnung
Auch die Bewaffnung stammte beinahe vollständig aus dem Ausland. Hauptlieferant war die Elswick Ordnance Company (EOC) im englischen Elswick, einem Bezirk von Newcastle upon Tyne. Die Hauptbewaffnung sollte ursprünglich aus zwei 25,4-cm-Geschützen L/40 Modell 1898 in jeweils einem Einzelturm vor und achtern der Hauptaufbauten bestehen. Als die EOC ab 1897 unter dem neuen Namen Sir W. G. Armstrong-Whitworth & Company firmierte, führte dies bei der spanischen Admiralität zu Befürchtungen, von dem umbenannten Konzern mit möglicherweise veralteten Geschützen oder Restbeständen beliefert zu werden. Daher bestand die spanische Flottenführung auf dem neuesten damals verfügbaren Modell des 25,4-cm-Geschützes (Modell 1898). Dies verzögerte jedoch die Fertigstellung des Schiffes, da diese Geschütze gerade erst in die Produktionslinie gekommen waren. Die Folge war, dass die Cristóbal Colón bei ihrer Indienststellung im Mai 1897 noch über keine schwere Artillerie verfügte und in den beiden Hauptartillerietürmen nur hölzerne Rohrattrappen führte, um zumindest die Silhouette des Kreuzers zu wahren. Der Einbau der neuen Geschützrohre, deren Lieferung für April 1898 vorgesehen war, konnte jedoch infolge des Ausbruchs des Spanisch-Amerikanischen Krieges Ende April 1898 und der Entsendung des Schiffs in die Karibik nicht mehr realisiert werden. So wurde der Panzerkreuzer nur mit einer aus Holzattrappen bestehenden Hauptartillerie in die Seeschlacht vor Santiago de Cuba verwickelt Die Kanonen hätten eine 227 Kilogramm schwere, panzerbrechende Granate über eine damals beachtliche Distanz von maximal etwa 18.000 m feuern können. Allerdings bestanden zu jener Zeit noch keine Möglichkeiten, Geschütze über eine solche Entfernung auszurichten; gewöhnlich wurde auf eine Distanz von maximal etwa 6 bis 7 km gekämpft.
Die Mittelartillerie war hingegen vergleichsweise stark und bestand aus zehn 15,2-cm-Geschützen L/40 Modell 1892, von der Elswick Ordnance Company geliefert, und sechs 12-cm-Geschützen L/40 Modell 1891 des Modells Hontoria. Während die 15,2-cm-Kanonen in je fünf einzelnen Kasematten zu beiden Schiffsseiten auf dem Batteriedeck untergebracht waren, befanden sich die mit Panzerschilden geschützten und einzeln aufgestellten 12-cm-Kanonen auf dem etwas schwächer gepanzerten Oberdeck über den Kasematten, wobei jeweils drei Geschütze nach Steuerbord und nach Backbord feuern konnten. Die Reichweite der 15,2-cm-Geschütze lag bei knapp 9.200 m, wobei das Granatengewicht 45,3 Kilogramm betrug. Die 12-cm-Kanonen verfeuerten eine 20,4 Kilogramm schwere Granate über eine maximale Distanz von 9.050 m.
Die leichte Bewaffnung der Cristóbal Colón bestand aus zehn einzeln aufgestellten 5,7-cm-Hotchkiss-Kanonen und zehn 3,7-cm-Revolverkanonen sowie zwei 2,54-cm-Nordenfelt-Mitrailleusen auf dem Mars des Gefechtsmastes. Die Torpedobewaffnung bestand aus fünf 45,7-cm-Torpedorohren des Typs Whitehead.

## Einsatzzeit
Noch während die Frage der Hauptbewaffnung ungelöst war, verschärfte sich der spanisch-amerikanische Gegensatz nach dem sogenannten Maine-Zwischenfall in Havanna ab Februar 1898 drastisch. Die Cristóbal Colón wurde daraufhin, gemeinsam mit dem Panzerkreuzer Infanta Maria Teresa, Anfang April nach dem portugiesischen São Vicente verlegt, wo beide Schiffe am 15. April 1898 eintrafen. Im Lauf der folgenden Tage erreichten auch die Panzerkreuzer Vizcaya und Almirante Oquendo sowie zwei Torpedoboote den Stützpunkt. Gemeinsam bildeten die Schiffe das neu aufgestellte 1. Geschwader unter dem Kommando von Admiral Pascual Cervera.

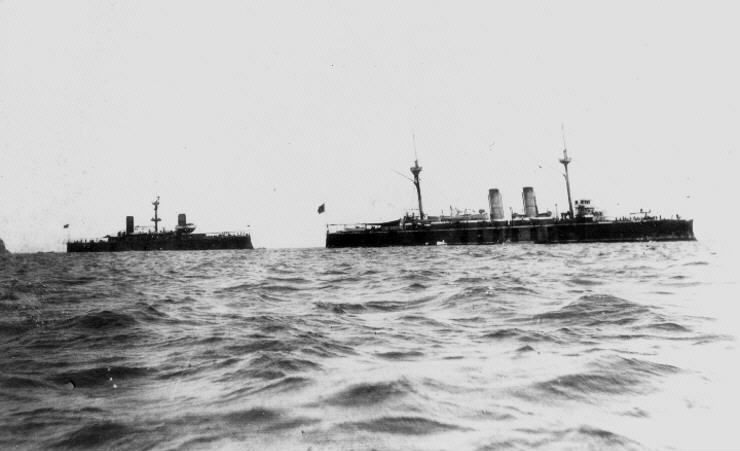
Die Panzerkreuzer Cristóbal Colón (links) und Vizcaya in São Vicente (April 1898)

Die Cristóbal Colón war von allen spanischen Schiffen das modernste, ihre Kampfkraft litt jedoch unter dem Fehlen schwerer Artillerie und der schlechten Qualität eines Großteils ihrer Kohlen. Obwohl die Maschinenanlage noch in einem besseren Zustand war als die Maschinen der älteren Schiffe, konnte die Cristóbal Colón diesen Vorteil wegen der geringen Kohlenqualität nicht ausnutzen.
Nach dem Ausbruch des Spanisch-Amerikanischen Krieges Ende April 1898 forderte das neutrale Portugal, dass die spanischen Schiffe den Hafen von São Vicente innerhalb von 24 Stunden nach der Kriegserklärung zu verlassen hätten. Admiral Cerveras verlegte sein Geschwader daher im Mai über Fort-de-France (Martinique), wo eine Kohlenübernahme wegen der Neutralität Frankreichs verwehrt wurde, in das niederländische Willemstad auf Curaçao. Dort konnte in geringem Umfang eine Kohlenergänzung durchgeführt werden. Nachdem Admiral Cervera im Mai von der Seeblockade von San Juan durch die United States Navy erfahren hatte, änderte er seinen Plan, diesen Hafen anzulaufen, und führte sein Geschwader stattdessen nach Santiago de Cuba, nicht wissend, dass die US-Blockadeflotte vor San Juan nur aus zwei Kreuzern bestand, die seinem Verband nicht gewachsen gewesen wären.
Am 19. Mai 1898 erreichten die spanischen Schiffe Santiago de Cuba. Ende Mai bezog ein starkes amerikanisches Blockadegeschwader, bestehend aus sieben Schiffen, darunter die Panzerkreuzer Brooklyn und New York sowie die Linienschiffe Texas, Massachusetts, Iowa und Oregon, Stellung vor Santiago de Cuba und schloss das spanische im Hafen ein. In den folgenden Wochen kam es nur gelegentlich zu kleineren Artillerieduellen, die auf große Distanz geführt wurden und bei denen keine nennenswerten Schäden entstanden. Als jedoch ab Ende Juni 1898 amerikanische und kubanische Truppen Santiago de Cuba auch von der Landseite her bedrohten, erkannte Admiral Cervera, dass er mit seinen Schiffen zwangsläufig einen Ausbruchsversuch unternehmen musste, um nicht in einer Falle festzusitzen. Am 3. Juli, ab 9.00 Uhr morgens, brachen die spanischen Schiffe, obwohl nur bedingt gefechtsbereit, aus dem Hafen aus.

### Die Seeschlacht vor Santiago de Cuba
Die Cristóbal Colón fuhr dabei an vierter und letzter Stelle. Während die beiden spanischen Spitzenschiffe, darunter das Flaggschiff Infanta Maria Teresa, schon in der ersten Stunde der Schlacht schwer getroffen wurden und sich brennend auf Grund setzen mussten, konnten die Cristóbal Colón und die Vizcaya sich zeitweilig vom Gegner absetzen. Nach einem erbitterten Kampf mit dem amerikanischen Panzerkreuzer Brooklyn musste sich schließlich auch die Vizcaya um 11.06 Uhr auf Grund setzen und strich die Flagge.
Als einziges verbliebenes Schiff des spanischen Geschwaders lief die Cristóbal Colón, von den Panzerkreuzern Brooklyn und New York und dem Linienschiff Oregon verfolgt, mit rund 18 kn auf Westkurs, wobei ihr ein kleiner Vorrat an hochwertigen Kohlen aus Cardiff diese relativ hohe Geschwindigkeit ermöglichte. Als dieser geringe Vorrat, etwa 30 Tonnen, gegen 12.30 Uhr verbraucht war und stattdessen minderwertigere Kohlen verfeuert wurden, sank die Geschwindigkeit drastisch auf nur noch etwa 14 bis 15 kn ab. Dies ermöglichte es den verfolgenden US-Schiffen, zur Cristóbal Colón aufzuschließen und sie unter Beschuss zu nehmen. Dabei erhielt das Schiff bis etwa 13.00 Uhr mindestens sechs Treffer von den beiden US-Panzerkreuzern; einen 20,3-cm-Treffer auf der Backbordseite auf Höhe des hintersten 12-cm-Geschützes, sowie drei 12,7-cm-Granaten und zwei leichtere Geschosse.
Die dadurch entstandenen Schäden waren eher gering und beeinträchtigten die Seetauglichkeit des Schiffes nicht. Als jedoch das inzwischen herangekommene Linienschiff Oregon den Panzerkreuzer ab 13.00 Uhr mit seinen 33-cm-Geschützen unter Feuer nahm und zwei Granaten dicht neben dem Schiff einschlugen, erkannte Kapitän Díaz Moreu, dass ein Entkommen nicht mehr möglich war. Um seine Besatzung nicht in einem sinnlosen Kampf zu opfern, befahl er, die Cristóbal Colón am Ufer aufzusetzen und die Flagge zu streichen.
Um 13.54 Uhr lief das Schiff rund 48 Seemeilen westlich von Santiago de Cuba, vor der Mündung des Río Turqino, auf einen Unterwasserfelsen. Die verfolgenden US-Schiffe stellten daraufhin ihr Feuer ein und begannen, Boote zur Rettung von Schiffbrüchigen auszusetzen.

## Opfer unter der Besatzung
In den folgenden Stunden konnten die New York, die Brooklyn und die Oregon fast die gesamte Besatzung der Cristóbal Colón aufnehmen. Insgesamt hatten von 543 Besatzungsangehörigen 21 den Tod gefunden, davon zwei beim Verlassen des Schiffes und 19 durch unmittelbare Feindeinwirkung. Weitere 23 Seeleute hatten Verletzungen erlitten. Um zu verhindern, dass an den Strand gelangte spanische Seeleute dort von kubanischen Rebellen gelyncht wurden, schickten die Amerikaner zudem ein Landungsteam an die Küste.

## Bergeversuche und Verbleib des Wracks
Nach dem Abschluss der Rettungsmaßnahmen ging ein amerikanisches Bergungsteam in den Abendstunden des 3. Juli an Bord des Kreuzers und untersuchte, ob ein Abbergen des als modern geltenden Schiffes möglich sei. Ohne dass die Schäden entlang und unterhalb der Wasserlinie ausreichend untersucht oder abgedichtet worden wären, zog der herangekommene und als Bergungsschiff eingesetzte amerikanische Dampfer Vulcan die Cristóbal Colón schließlich in der Dämmerung vom Riff herunter, woraufhin der Kreuzer jedoch schnell nach Steuerbord kenterte. Das Schiff versank fast vollständig; nur die Geschütze der Mittelartillerie auf der Backbordseite und eine der beiden Schrauben ragten noch aus dem Wasser. Eine Zeitlang versuchten die Amerikaner, das Schiff doch noch zu heben. Da sich ein neuerlicher Versuch aber als zu riskant und zu aufwändig erwies, verzichtete man letztlich darauf.
Das Wrack der Cristóbal Colón liegt noch heute auf seiner Steuerbordseite vor der kubanischen Küste (19° 56′ N, 76° 45′ W). Bis etwa Mitte der 1980er Jahre konnten bei Ebbe noch Teile des Wracks über dem Wasser gesehen werden. Mittlerweile ist das Schiff aber infolge von Korrosion stark in sich zusammengebrochen. Auch haben Metalldiebe aus den umliegenden Dörfern im Laufe der Jahrzehnte viele Teile entwendet. Das in Richtung der Küste zeigende Heck befindet sich in etwa 13 m Tiefe, der auf das offene Meer hin ausgerichtete Bug liegt in etwa 32 m Tiefe. Tauchgänge zur Cristóbal Colón sind möglich, und wegen der teils eingebrochenen Decks kann in das Innere des Schiffes vorgedrungen werden. Angesichts des fortschreitenden Verfalls und der Instabilität des Wracks sollte dies aber unter großer Vorsicht geschehen.